# Paranephelium hainanense
Paranephelium hainanensis é uma espécie vegetal da família Sapindaceae.
É endémica da China. Está ameaçada por perda de habitat.